# Hobøl
Hobøl es un municipio de la provincia de Østfold, Noruega. Cuenta con una población de 5343 habitantes según el censo de 2015. Su centro administrativo en Elvestad. Se sitúa a unos 40 km al sureste de Oslo.
Se estableció como municipio el 1 de enero de 1838.
La ciudad más importante es Tomter, con una estación de trenes de Indre Østfoldbanen. Otros pueblos son Knapstad y Ringvoll.
El municipio fue propuesto en 1972 como sede de un aeropuerto que luego se construyó en Fornebu.
Hasta 1889 el nombre de Hobøl fue Haabøl. El actual nombre es el de una granja de la zona.
Su escudo es de 1985 y muestra al río Hobølelva corriendo en meandros.